# Adam Idah
Adam Idah (ur. 11 lutego 2001) – irlandzki piłkarz, występujący na pozycji napastnika, reprezentant Irlandii.

## Początki kariery
Idah urodził się w Cork. Zaczął grać w piłkę nożną w College Corinthians w 2007 roku w wieku sześciu lat. Po 10 latach szkolenia w Irlandii wyjechał do klubu Norwich City jako stypendysta akademii w 2017 roku. W swoim pierwszym sezonie w Norwich Idah grał w drużynie do lat 18, strzelając dziewięć goli w 15 meczach. Na koniec sezonu Idah wygrał nagrody dla gracza sezonu Norwich do lat 18, jak i zawodnika roku w akademii.
Przed kolejnym sezonem Idah został przesunięty do drużyny U-23, która występowała w Premier League 2. W tych rozgrywkach strzelił 12 bramek w 19 meczach. Na koniec sezonu Idah był jednym z ośmiu graczy nominowanych do nagrody zawodnika sezonu Premier League 2. 4 lipca 2019 roku podpisał swój pierwszy profesjonalny kontrakt z klubem związując się umową do 2023 roku.

## Kariera seniorska
Idah po raz pierwszy wystąpił w seniorach 27 sierpnia 2019 roku w przegranym 1:0 meczu angielskiego Pucharu Ligi z Crawley Town. W Premier League zadebiutował w dniu 1 stycznia 2020 r. w meczu przeciwko Crystal Palace. 4 stycznia 2020 roku w meczu Pucharu Anglii przeciwko Preston North End zdobył hat-tricka w trzecim seniorskim meczu dla Norwich.

## Kariera międzynarodowa
Idah urodził się w Irlandii. Jego ojciec pochodzi z Nigerii, a mama jest Irlandką. Był reprezentantem Irlandii na szczeblach młodzieżowych. 24 sierpnia 2020 roku Idah po raz pierwszy został powołany do kadry Irlandii na mecze Ligi Narodów UEFA przeciwko Bułgarii i Finlandii.
3 września 2020 roku zadebiutował w zremisowanym 1:1 meczu z Bułgarią w Lidze Narodów UEFA 2020/21.